# Palma Sola
Palma Sola és una localitat del Departament Santa Bàrbara, província de Jujuy, Argentina.
Se situa en la regió fitogeográfica del Gran Chaco, a pesar de la curta distància a les Yungas.
Sobre la ruta provincial RP 13. La seva població urbana, o sigui agrupada, és de 5.318 habitants (INDEC, 2001).